# بازی (فیلم ۲۰۰۸ تلگو)
بازی (به تلگو: Aatadista) فیلمی هندی محصول سال ۲۰۰۸ و به کارگردانی رادیکومار چوداری است. در این فیلم بازیگرانی همچون نیتین، کجال آگاروال، جایا سودا، ناگا بابو، راگوواران، جایا لالیتا و سیواپراساد ایفای نقش کرده‌اند.